# Kelsterbach
Kelsterbach (pronunciación alemana: /ˈkɛl.stɐˌbax/ⓘ) es un municipio situado en el distrito de Groß-Gerau, en el estado federado de Hesse (Alemania). Su población estimada a finales de 2016 era de 16 001 habitantes.
Se encuentra ubicado al sur del estado, a poca distancia al este del río Rin que lo separa del estado de Baden-Wurtemberg.